# Principauté d'Ibérie
Pour les articles homonymes, voir Ibérie.
588–786
813–891
Entités précédentes :
- Empire sassanide
- Empire abbasside

Entités suivantes :
- Empire abbasside
- Royaume des Kartvèles

La principauté d'Ibérie (en géorgien : ქართლის საერისმთავრო, Kart'lis saerismt'avro) est un État géorgien du Caucase du Haut Moyen Âge. Elle fut établie, d'après les sources, entre 588 et 600 par le prince Gouaram, qui est considéré par l'ancienne historiographie géorgienne comme l'ancêtre des Bagratides géorgiens ou bien comme un descendant des anciens rois d'Ibérie. Son histoire de deux siècles est illustrée par les différentes invasions des Sassanides, des Byzantins, des Khazars et des Arabes, mais sa disparition en 891 ouvre le chemin à la lente unification de la Géorgie qui mène à la fondation du royaume de Géorgie en 1010.

## Histoire

### Jusqu'à l'invasion byzantine
L'Ibérie était un royaume indépendant depuis 299 av. J.-C. Toutefois, plusieurs puissances étrangères (Empire romain, Parthie, Perse) envahirent et soumirent le pays à maintes reprises, en raison de sa position entre l'Occident et le Moyen-Orient. C'est pourquoi, vers la fin du VIe siècle, cette monarchie fut abolie et annexée à l'Empire sassanide. Mais la véritable date de cet évènement n'est pas vraiment connue. Par ailleurs, même l'identité du dernier roi est une question non résolue. Ainsi, les anciennes sources géorgiennes du Moyen Âge prétendent que le dernier souverain à porter ce titre était le roi Gouaram Ier, de la dynastie des Bagratides. L'historien français Marie-Félicité Brosset précise que celui-ci avait régné de 575 à 600.
Or, le généalogiste Cyrille Toumanoff indique que ce même Gouaram n'avait pas commencé son règne avant 588 et non sous le titre de roi (la monarchie ayant été abolie en 580), mais sous celui de prince-primat (ერისმთავარი, erismt'avari). D'après la Chronique de Djouancher, Gouaram était arrivé au pouvoir après avoir passé un exil de seize ans en Lazique pour avoir combattu contre les Perses, grâce à l'aide de l'empereur byzantin Maurice (582-602). Ce titre de prince-primat était en quelque sorte l'équivalent de celui de roi. En géorgien, il signifie « prince de la nation », ou premier parmi ses pairs.
Le successeur de Gouaram, Stéphanos Ier (590-627), changea la politique pro-byzantine de Gouaram et s'allia avec le sassanide Khosro II. Mais ce choix causa la colère de Constantinople qui décida de riposter contre l'influence persane en Transcaucasie. En 627, une armée unifiée des Byzantins et des Khazars commença par ravager l'Albanie du Caucase et en été, les alliés investirent et pillèrent Tbilissi, la capitale du pays. Stéphanos fut tué dans la bataille et son corps aveuglé, torturé et rempli de paille et de pierres fut pendu par les Khazars. Un pro-byzantin, le prince de Kakhétie Adarnassé Ier, fut alors placé sur le trône.

### Arrivée des Arabes dans le Caucase
Adarnassé Ier, qui était également le fils de l'ancien roi ibère Bakour III (mort en 580), devint un vassal fidèle des Byzantins. Il portait trois titres byzantins (hypatos, patrice, stratelates) et passa le reste de son règne à combattre les Perses. Son successeur Stéphanos II (637/642-650) suivit l'exemple de son père et s'aligna sur Byzance, mais cette alliance lui fut fatale. En effet, dès 640, les Arabes, qui venaient de se débarrasser des Sassanides, venaient d'apparaître aux pieds du Caucase, en occupant Dvin, la capitale arménienne. Les Byzantins ripostèrent mais en 654, le général Mavrianus fut défait et rejoignit l'Ibérie pour y trouver refuge, croyant que les envahisseurs n'iraient pas jusqu'à le chercher là. Mais c'est ce qu'ils firent et, avant même qu'une nouvelle bataille ait commencé, le pays offrit sa soumission.
Toutefois, le monde arabe se retrouva bientôt dans la guerre civile et l'Ibérie en profita pour se libérer, avec l'aide de l'empereur Justinien. Le pays se retrouva une nouvelle fois vassal de Byzance mais les Arabes ripostèrent et récupérèrent leur influence sur le Caucase vers 697. Les Transcaucasiens n'acceptèrent jamais cette annexion forcée et de nombreuses révoltes se déroulèrent durant les décennies suivantes. Dans le but de stabiliser la région, Muhammad ibn Marvan fut envoyé comme gouverneur et ravagea l'Ibérie, mais aussi l'Abkhazie.
L'ancienne Chronique géorgienne s'oppose ici à la version de Cyrille Toumanoff. Ce dernier indique que le prince-primat Gouaram III resta vassal des Arabes jusqu'à la fin de son règne (748), mais les historiens plus traditionalistes, tel que Nodar Assatiani, suivent la version de Léonti Mroveli, qui dit que le souverain de Géorgie orientale (Artchil Ier) et le duc d'Abkhazie (Léon Ier) s'allièrent contre les occupants et, après avoir renvoyé les musulmans d'Abkhazie, ils firent de même avec l'Ibérie. D'après la même version, l'Abkhazie devint alors vassale de la Géorgie orientale, jusqu'à la nouvelle conquête de 735. À cette même date, les Arabes créèrent une entité arabe basée sur Tbilissi. Celle-ci est connue sous le nom d'« émirat de Tiflis » et existe jusqu'en 1122.
Le prince-primat d'Ibérie commençait toutefois à perdre sa fonction primaire de diriger sa nation. Ayant perdu sa capitale et son indépendance, le titre n'était plus qu'honorifique. Jusque dans les années 780, quelques révoltes se produisirent, mais les Arabes les matèrent à chaque reprise. Finalement, en 786, le prince Stéphanos III fut tué et ses domaines furent annexés par les Abbassides.

### Les Bagrations
Jusqu'au début du IXe siècle, l'Ibérie se retrouvait sans État indépendant ou structure politique, la Géorgie orientale étant sous la domination directe des Arabes. Toutefois, en 813, un prince géorgien de la famille des Bagrations, Achot Ier, s'allia avec Byzance et fonda une nouvelle Ibérie, en Tao-Klardjeti. Basée à Artanoudji, au centre du désert de Klardjeti (le nord-est de la Turquie d'aujourd'hui), il est évident que cette principauté d'Ibérie n'avait rien n'avoir géographiquement avec Tbilissi, mais les Bagrations réussirent à transférer dans ces domaines le centre religieux de l'ancienne Karthli. De plus, l'influence arabe en Géorgie centrale fut bientôt arrêtée quand, à la fin des années 810, Achot et Théodose II d'Abkhazie mirent fin à une avancée importante du prince de Kakhétie Grigol.
Dans les années 830, les conquêtes d'Achot furent reprises par les Arabes de Tiflis, laissant au prince-primat Bagrat (830-876) les seules montagnes de Klardjeti pour domaines. Entre 837 et 842, les Byzantins envahirent une nouvelle fois la Géorgie orientale, ce qui raviva les espoirs de revoir une Géorgie unifiée. En effet, Bagrat profita de ces conquêtes pour conserver son trône et, une fois que le basileus Théophile se fut retiré d'Ibérie en 842, il se soumit aux émirs de Tiflis dans le but d'assurer ses États.
Après Bagrat, le prince David (876-881) devint souverain d'Ibérie. Mais il fut assassiné par un de ses cousins lors d'une conspiration et son successeur, Gourguen d'Artani, ne put empêcher le fils de David, Adarnassé IV (roi des Kartvèles), de le vaincre en 891 et d'instaurer le curopalatat d'Ibérie, mettant ainsi fin à l'ancien titre de prince-primat.

## Culture

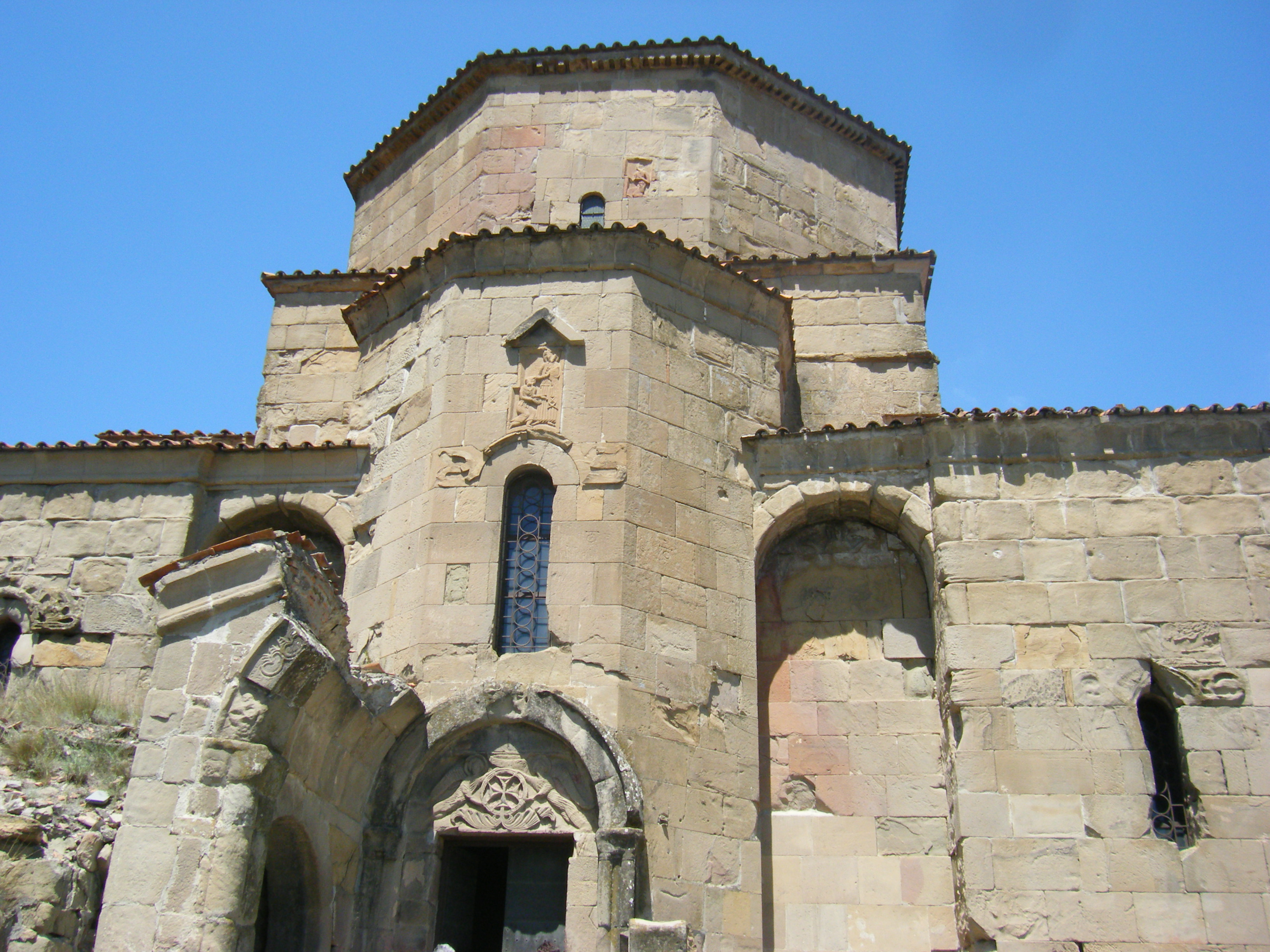
Église de la Croix à Mtskheta.

Tout comme le royaume d'Ibérie, la principauté d'Ibérie était chrétienne et dépendait du catholicossat d'Ibérie, indépendant de Byzance depuis le Ve siècle. C'est pourquoi la principale occupation culturelle des princes ibères était la promotion de la culture chrétienne. Dès le début du VIe siècle, la construction des églises recommença après une brève domination perse et bientôt, les basiliques laissèrent place à des églises à dôme de style byzantin. Ces édifices dominent encore aujourd'hui le style religieux géorgien, alors que des bâtiments du même style apparaissaient à la même période en Arménie. Toutefois, ce style prit une forme typiquement géorgienne dans le sens que les églises se différencient alors des autres dans leur architecture : le dôme ne reposait guère sur les murs, mais sur des colonnes présentes à l'intérieur de l'église. Les meilleurs exemples sont l'église de la Croix de Mtskhéta (586-605), le Sion d'Ateni (VIIe siècle) et les églises de Tsromi, d'Ichkhani et de Bana (VIIe siècle). À cette époque, la Géorgie ne connaissait pas l'art de la peinture (miniatures) et de la sculpture. Mais on a retrouvé quelques bas-reliefs faits sur pierre, bois ou métal, réalisés sur les façades et les portes mêmes des églises.
Pour la même raison du christianisme, la culture nationale géorgienne se développa alors que l'Ibérie était en proie à des envahisseurs musulmans. C'est pourquoi, plusieurs œuvres encore fameuses aujourd'hui ont été rédigées entre le VIIIe et le Xe siècle : Le Martyre d'Abo de Tbilissi (Jean Sabanisdze), La Vie de Sérapion de Zarzma (Basile de Zarzma), La Vie d'Hilarion le Géorgien, Le Martyre de Constantin Kakha, La Vie de sainte Nino… Tous ces travaux étaient censés mettre une barrière à l'influence arabe en Géorgie et la langue géorgienne se développa en Ciscaucasie. Plusieurs autres travaux en géorgien datant de cette même période ont été retrouvés en Terre sainte et dans les monastères du Sinaï.

## Liste des prince-primats d'Ibérie
Cyrille Toumanoff donne la liste suivante :
- 588-590 : Gouaram Ier de Calarzène-Djavakheti ;
- 590-627 : Stéphanos Ier de Calarzène-Djavakheti ;
- 627-637 : Adarnassé Ier de Kakhétie ;
- 637-650 : Stéphanos II de Kakhétie ;
- 650-684 : Adarnassé II de Kakhétie ;
- 684-693 : Gouaram II de Calarzène-Djavakheti ;
- 693-748 : Gouaram III de Calarzène-Djavakheti ;
- 748-760 : Adarnassé III Nersiani ;
- 760-780 : Nersès Nersiani ;
- 780-786 : Stéphanos III de Calarzène-Djavakheti.

En 786, le califat abbasside abolit la principauté d'Ibérie et annexe le Caucase. Il faut attendre 813 pour que le titre soit réutilisé par un prince géorgien pour le compte de Byzance.
- 813-830 : Achot Bagration ;
- 830-876 : Bagrat Bagration ;
- 876-881 : David Bagration ;
- 881-891 : Gourguen Bagration.